# Fontconfig
Fontconfig és una biblioteca que permet seleccionar, configurar i personalitzar les fonts tipogràfiques visibles en els programaris. La configuració de les fonts es produeix mitjançant un conjunt de regles basades en XML. Fontconfig empra FreeType per renderitzar les fonts. Encara que és habitual que cada entorn d'escriptori proporcioni un tractament a les fonts, Fontconfig continua sent la biblioteca subjacent. La centralització de la configuració de les fonts persegueix simplificar i regularitzar la seva instal·lació i personalització.